# Petrovice (powiat Blansko)
Petrovice – miejscowość i gmina (obec) w Czechach, w kraju południowomorawskim, w powiecie Blansko. W 2022 roku liczyła 644 mieszkańców.